# Куган, Стив
Сти́вен Джон Ку́ган (англ. Stephen John Coogan; род. 14 октября 1965) — английский актёр, комик, сценарист и продюсер. Лауреат пяти премий BAFTA, двукратный номинант на премию «Оскар», а также номинант на премию «Золотой глобус».

## Биография
Родился 14 октября 1965 года в Манчестере (Великобритания). Его родители были ирландцами; Стив — третий из шести детей в семье. Получил актёрское образование в школе театра Манчестерского политехнического института.
По окончании театральной школы начал карьеру актёра в качестве эстрадного комика, работал в комедийных программах на радио и телевидении. Долгое время работал в «Spitting Image» («Точная копия») — кукольном телесериале, где карикатурно изображались известные политики и культурные деятели.
В 1992 получил премию «Перье» за программу «Стив Куган и Джон Томпсон». Особую популярность ему принёс сериал «Я — Алан Партридж» («I’m Alan Partridge», 1997—2002).
Многочисленные роли, исполненные Куганом для малого экрана, принесли ему широкую известность и ряд престижных премий, в том числе Британской академии кино и телевидения.
Первой работой Кугана в «большом» кино стал фильм «Воскресшие» («Resurrected», 1989). Спустя несколько лет последовали картины «Индеец в шкафу» и «Ветер в ивах».
В 2001 Куган основал компанию «Baby Cow Productions». К первому фильму, выпущенному студией, Куган сам написал сценарий (в соавторстве с партнёром Гарри Нормалом). Фильм «Надзиратель» («The Parole Officer», 2001), поставленный режиссёром Джоном Дьюиганом, стал одним из самых кассовых фильмов года в Англии.
В 2002 году на экраны вышел фильм Майкла Уинтерботтома «Круглосуточные тусовщики» («24 Hour Party People»), где Куган исполнил роль Тони Уилсона, создателя манчестерского лейбла Factory Records.
Куган дважды играл самого себя: первый раз в «Кофе и сигаретах» Джима Джармуша, а второй — в постмодернистской картине «Тристрам Шенди: История петушка и бычка» («Cock and Bull Story», 2005), экранизации книги «Жизнь и мнения Тристрама Шенди, джентльмена» Лоренса Стерна.
Наибольшую известность Кугану принесли роли Филеаса Фогга в фильме 2004 года «Вокруг света за 80 дней», римского сенатора Гая Октавия в трилогии Шона Леви «Ночь в музее» и древнегреческого бога Аида в фильме 2010 года «Перси Джексон и Похититель молний».
Куган спродюсировал, написал сценарий, а также исполнил главную роль в фильме «Филомена», за который был номинирован на две премии «Оскар» и «Золотой глобус».

## Личная жизнь
У Кугана есть дочь, Клэр Куган-Коул (род. 1996), от отношений с солиситором Анной Коул. С 2002 по 2005 год он был женат на Кэролайн Хикман.

## Фильмография

### Актёр
| Год       |    | Русское название                        | Оригинальное название                              | Роль                                                                                             |
| --------- | -- | --------------------------------------- | -------------------------------------------------- | ------------------------------------------------------------------------------------------------ |
| 1989      | ф  | Воскресшие                              | Resurrected                                        | парень / youth                                                                                   |
| 1995      | ф  | Индеец в шкафу                          | The Indian in the Cupboard                         | Томми Аткинс / Tommy Atkins                                                                      |
| 1996      | ф  | Ветер в ивах                            | The Wind in the Willows                            | крот (озвучка) / mole                                                                            |
| 1998      | ф  | Мстители: Игра для двоих                | Sweet Revenge                                      | Брюс Тик / Bruce Tick                                                                            |
| 2001      | ф  | Надзиратель                             | The Parole Officer                                 | Симон Гарден / Simon Garden                                                                      |
| 2002      | ф  | Круглосуточные тусовщики                | 24 Hour Party People                               | Тони Уилсон / Tony Wilson                                                                        |
| 2003      | ф  | Кофе и сигареты                         | Coffee and Cigarettes                              | Стив / Steve                                                                                     |
| 2004      | ф  | Заколдованная Элла                      | Ella Enchanted                                     | Хистон (озвучка) / Heston the snake                                                              |
| 2004      | ф  | Вокруг света за 80 дней                 | Around the World in 80 Days                        | Филеас Фогг / Phileas Fogg                                                                       |
| 2005      | ф  | Правила секса 2: Хэппиэнд               | Happy Endings                                      | Чарли / Charley                                                                                  |
| 2005      | ф  | Тристрам Шенди: История петушка и бычка | A Cock and Bull Story                              | Тристрам Шенди, Вальтер Шенди, в роли самого себя / Tristram Shandy, Walter Shandy, Steve Coogan |
| 2006      | ф  | Алиби                                   | The Alibi                                          | Рэй Эллиот / Ray Elliot                                                                          |
| 2006      | ф  | Ночь в музее                            | Night at the Museum                                | Гай Октавий / Octavius                                                                           |
| 2006      | ф  | Мария-Антуанетта                        | Marie Antoinette                                   | посол Мерси / ambassador Mercy                                                                   |
| 2007      | мф | Ради любви к Богу                       | For the Love of God                                | Грэхем / Graham                                                                                  |
| 2007      | ф  | Типа крутые легавые                     | Hot Fuzz                                           | инспектор (в титрах не указан) / inspector                                                       |
| 2008      | ф  | Найти Аманду                            | Finding Amanda                                     | Майкл Генри / Michael Henry                                                                      |
| 2008      | с  | Сказки речного берега                   | Tales of the Riverbank                             | Родерик (озвучка) / Roderick                                                                     |
| 2008      | ф  | Солдаты неудачи                         | Tropic Thunder                                     | Дэмиен Ройчленан / Damien Cockburn                                                               |
| 2008      | ф  | Гамлет 2                                | Hamlet 2                                           | Дана Марш / Dana Marschz                                                                         |
| 2009      | ф  | Запасное стекло                         | What Goes Up                                       | Камбелл Бэббит / Campbell Babbitt                                                                |
| 2009      | ф  | В петле                                 | In the Loop                                        | Пол Михельсон / Paul Michaelson                                                                  |
| 2009      | ф  | Ночь в музее 2                          | Night at the Museum: Battle of the Smithsonian     | Гай Октавий / Octavius                                                                           |
| 2010      | ф  | Перси Джексон и Похититель молний       | Percy Jackson & the Olympians: The Lightning Thief | Аид / Hades                                                                                      |
| 2010      | ф  | Копы в глубоком запасе                  | The Other Guys                                     | сэр Дэвид Эршон / David Ershon                                                                   |
| 2010      | ф  | Мармадюк                                | Marmaduke                                          | Рэйсин (озвучка) / Raisin                                                                        |
| 2010—2011 | с  | Поездка                                 | The Trip                                           | в роли самого себя / Steve Coogan                                                                |
| 2011      | ф  | Мой придурочный брат                    | Our Idiot Brother                                  | Дайлан Андерсон / Dylan Anderson                                                                 |
| 2012      | ф  | Руби Спаркс                             | Ruby Sparks                                        | Лэнгдон / Langdon Tharp                                                                          |
| 2012      | ф  | Развод в большом городе                 | What Maisie Knew                                   | Билл / Beal                                                                                      |
| 2013      | ф  | Алан Партридж: Альфа Отец               | Alan Partridge: Alpha Papa                         | Алан Партридж / Alan Partridge                                                                   |
| 2013      | мф | Гадкий я 2                              | Despicable Me 2                                    | Сайлас Найспопс / Silas Ramsbottom                                                               |
| 2013      | ф  | Филомена                                | Philomena                                          | Мартин Сиксмит / Martin Sixsmith                                                                 |
| 2013      | ф  | Властелин любви                         | The Look of Love                                   | Пол Реймонд / Пол Реймонд                                                                        |
| 2014      | ф  | Поездка в Италию                        | The Trip to Italy                                  | в роли самого себя / Steve Coogan                                                                |
| 2014      | ф  | Ночь в музее: Секрет гробницы           | Night at the Museum: Secret of the Tomb            | Гай Октавий[уточнить] / Octavius                                                                 |
| 2014      | ф  | Северная душа                           | Northern Soul                                      | мистер Бэнкс / Mr. Banks                                                                         |
| 2015      | мф | Миньоны                                 | Minions                                            | профессор Флакс (озвучка) / Professor Flux                                                       |
| 2016      | ф  | Пастыри и палачи                        | Shepherds and Butchers                             | Юхан Уэббер / Johan Webber                                                                       |
| 2016      | ф  | Тайная жизнь домашних животных          | The Secret Life of Pets                            | Озоун / Ozone                                                                                    |
| 2016      | ф  | Вне правил                              | Rules Don't Apply                                  | полковник Найджел Бриггс / Colonel Nigel Briggs                                                  |
| 2017      | ф  | Ужин                                    | The Dinner                                         | Пол Лохман / Paul Lohman                                                                         |
| 2017      | ф  | Майндхорн                               | Mindhorn                                           | Питер Истман / Peter Eastman                                                                     |
| 2017      | ф  | Гадкий я 3                              | Despicable Me 3                                    | Сайлас Найспопс / Silas Ramsbottom                                                               |
| 2017      | ф  | Поездка в Испанию                       | The Trip to Spain                                  | в роли самого себя / Steve Coogan                                                                |
| 2018      | ф  | Идеальный дом                           | Ideal Home                                         | Эразмус Брамбл / Erasmus Brumble                                                                 |
| 2018      | ф  | Незаменимый ты                          | Irreplaceable You                                  | Митч / Mitch                                                                                     |
| 2018      | мф | Приключения Пьянчужки                   | The Adventures of Drunky                           | Дьявол / The Devil                                                                               |
| 2018      | ф  | Пустые слова                            | Hot Air                                            | Лионель Макомб / Lionel Macomb                                                                   |
| 2018      | ф  | Холмс & Ватсон                          | Holmes & Watson                                    | Густав Клингер / Gustav Klinger                                                                  |
| 2018      | ф  | Стэн и Олли                             | Stan and Ollie                                     | Стэн Лорел / Stan Laurel                                                                         |
| 2019      | ф  | Игры разумов                            | The Professor and the Madman                       | Фредерик Джеймс Фернивалл / Frederick James Furnivall                                            |
| 2019      | ф  | Жадность                                | Greed                                              | сэр Ричард МакКреди / Sir Richard McCreadie                                                      |
| 2020      | ф  | Поездка в Грецию                        | The Trip to Greece                                 | в роли самого себя / Steve Coogan                                                                |
| 2022      | ф  | Расплата (сериал)                       | Расплата                                           | Reckonong / Джимми Сэвил                                                                         |
| 2022      | ф  | Пропавший король                        | Lost King                                          | Джон Лэнгли                                                                                      |

### Продюсер
- 2006 — Снежный пирог / Snow Cake
- 2009 — Запасное стекло / Safety Glass
- 2013 — Филомена / Philomena

### Сценарист
- 1997—2002 — Я — Алан Партридж (телесериал) / I’m Alan Partridge
- 2001 — Надзиратель / The Parole Officer
- 2013 — Алан Партридж: Альфа Отец / Alan Partridge: Alpha Papa
- 2013 — Филомена / Philomena
- 2022 — Потерянный король / The Lost King

### Композитор
- 1998 — Steve Coogan: The Man Who Thinks He’s It